# Баланзак
Баланза́к (фр. Balanzac) — коммуна во Франции, находится в регионе Пуату — Шаранта. Департамент коммуны — Шаранта Приморская. Входит в состав кантона Сожон. Округ коммуны — Сент.
Код INSEE коммуны — 17030.

## Население
Население коммуны на 2010 год составляло 510 человек.
| 1962 | 1968 | 1975 | 1982 | 1990 | 1999 | 2010 |
| ---- | ---- | ---- | ---- | ---- | ---- | ---- |
| 367  | 360  | 331  | 348  | 355  | 344  | 510  |

## Экономика
В 2010 году среди 311 человек трудоспособного возраста (15—64 лет) 239 были экономически активными, 72 — неактивными (показатель активности — 76,8 %, в 1999 году было 66,4 %). Из 239 активных жителей работали 216 человек (119 мужчин и 97 женщин), безработных было 23 (10 мужчин и 13 женщин). Среди 72 неактивных 16 человек были учениками или студентами, 24 — пенсионерами, 32 были неактивными по другим причинам.